# 須藤茂
須藤 茂（すとう しげる、1951年（昭和26年）8月7日 - ）は、日本の政治家。元茨城県筑西市長（3期）、元筑西市議会議員（3期）。

## 概要
茨城県下館市生まれ。茨城県立結城第一高等学校を経て、大東文化大学経済学部卒業。丹羽雄哉元厚生大臣秘書、下館市議会議員、筑西市議会議員を歴任した。
2013年（平成25年）4月14日に行われた筑西市長選挙に出馬し、現職の吉沢範夫を破り初当選した。4月24日、市長就任。
2017年（平成29年）、無投票で再選。
2021年（令和3年）、元市議会議員の新人ら2人を下し3選。

## 市政
- 2020年（令和2年）5月22日、新型コロナウイルス対策の財源に充てるため、自身の6月期末手当を全額カットすると発表した。副市長と教育長については20％減額する[5]。